# Stanislas Lépine
Stanislas Lépine (Stanislas Victor Edmond Lépine) (3. října 1835, Caen, Francie – 28. září 1892, Paříž, Francie) byl francouzský impresionistický malíř.

## Životopis
Stanislas Lépine se narodil v Caen v departementu Calvados. jako syn truhláře Stanislase-Edmonde-Louis Lépine a Marie-Louise Hérier.
Do Paříže se Stanislas Lépine přestěhoval v roce 1855. Oženil se kolem roku 1859 s přítelkyní z dětství Marie-Odile-Emilií Dodin a v roce 1860 vstoupil do ateliéru Jeana-Baptiste Camille Corota, jehož některé obrazy zkopíroval. Lépin maloval hlavně místa v Paříži, na Seině a v Normandii.
Seznámil se s Henri Fantin-Latourem, který mu vícekrát musel finančně pomoci. Ve své době nebyl příliš známý, držel se stranou společnosti.
Obrazy Paris, le pont des Arts (Paříž, most umělců) a La Vue de la Seine et du Trocadéro (Pohled na Seinu a Trocadero) namalované v letech 1878 až 1883 jsou v mnoha ohledech typické pro Lépina, malíře Paříže a zejména břehů Seiny. V jeho obrazech krajiny je lidská postava často prakticky vyloučena nebo zredukována na pouhý piktogram. Lépine si rád hrál s jemnými šedými tóny, kterými zdůrazňoval světlo. Jeho paleta je tedy jasnější než u malířů barbizonské školy. Lépina s Eugènem Boudinem, Adolphe-Félixem Calsem a Johanem Bartholdem Jongkindem často považujeme za předchůdce impresionistů, s nimiž vystavoval v roce 1874 na první výstavě impresionistických malířů. Stanislas Lépine vystavoval na Salonu de peinture et de sculpture od roku 1859 do roku 1880 a na Salonu des artistes français (Salonu francouzských umělců) od roku 1881 do roku 1889.
V Paříži žil na Montmartru a strávil tam celý život. Bydlel postupně na č. 20 chaussée de Clignancourt (dnes rue de Clignancourt), poté na rue des Rosiers, rue de la Fontenelle (1870-1887) (tyto dvě ulice tvoří rue du Chevalier-de-La-Barre od roku 1907) a nakonec v 18 na rue de Clignancourt. Maloval, jak říká Coriolis, alias Georges Lecomte, „ne hlučný Montmartre vnějších bulvárů, ale izolovaná, odlehlá nádvoří, staré zdi, uličky s malými zahradami a lucernami, se vzácnými kolemjdoucími…“. Stanislas Lépine je jedním z těch, kteří přicházejí na Montmartre hledat svěžest malé provinční vesnice, která stále žije v rytmu ročních období, dojení koz a krav, kde se na zahradě pěstuje zelenina a květiny, které nelze koupit u obchodníka, nejezdí zde hlučné autobusy. Ulice na jeho malbách dýchají klidem a sladkostí života.
Zemřel 28. září 1892 ve svém pařížském bytě a jeho pohřeb se konal v kostele Saint-Pierre v Montmartru.

## Galerie

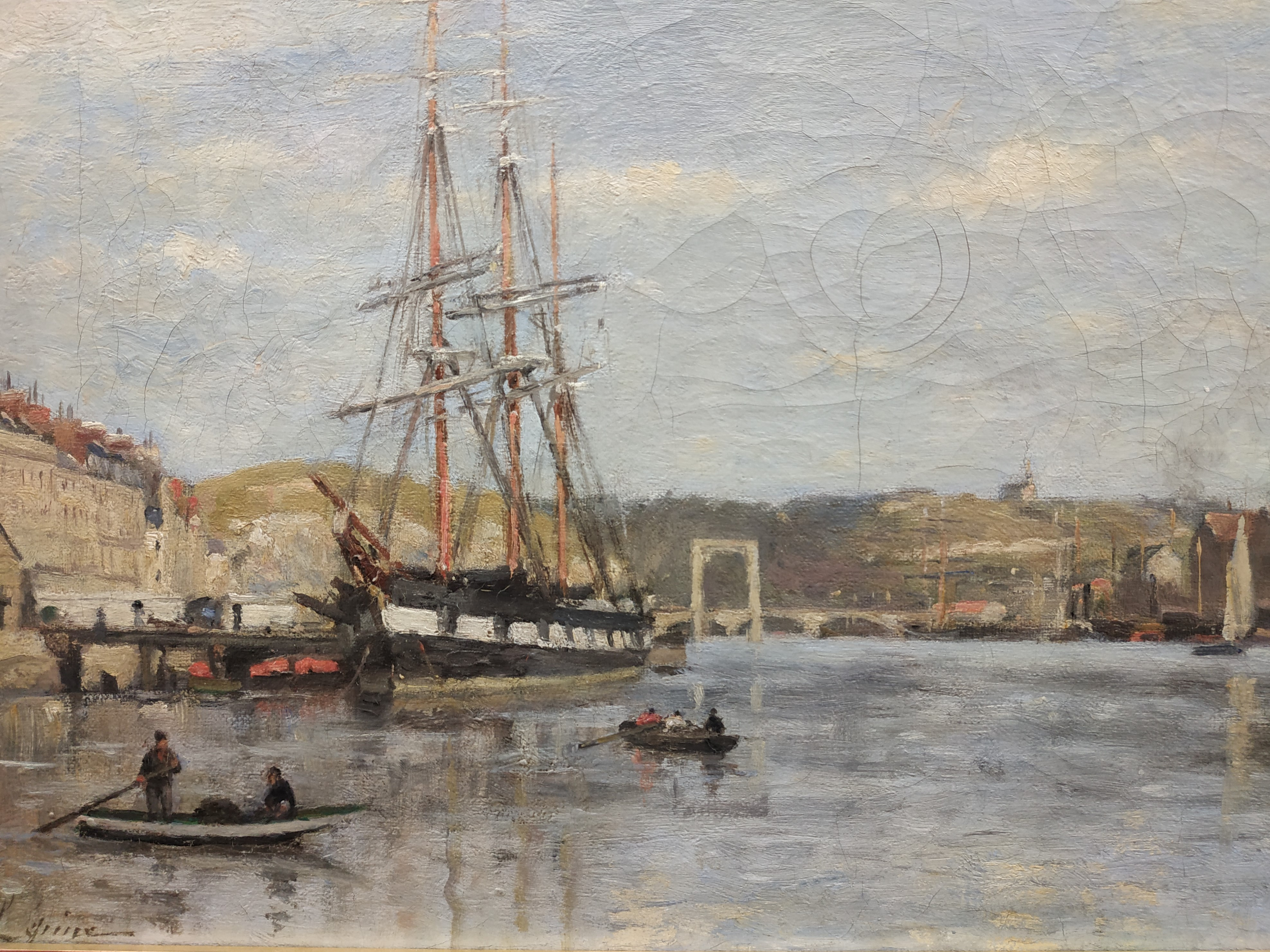
Plachetnice v Rouenu, (1850), Aix-les-Bains, Muzeum Faure
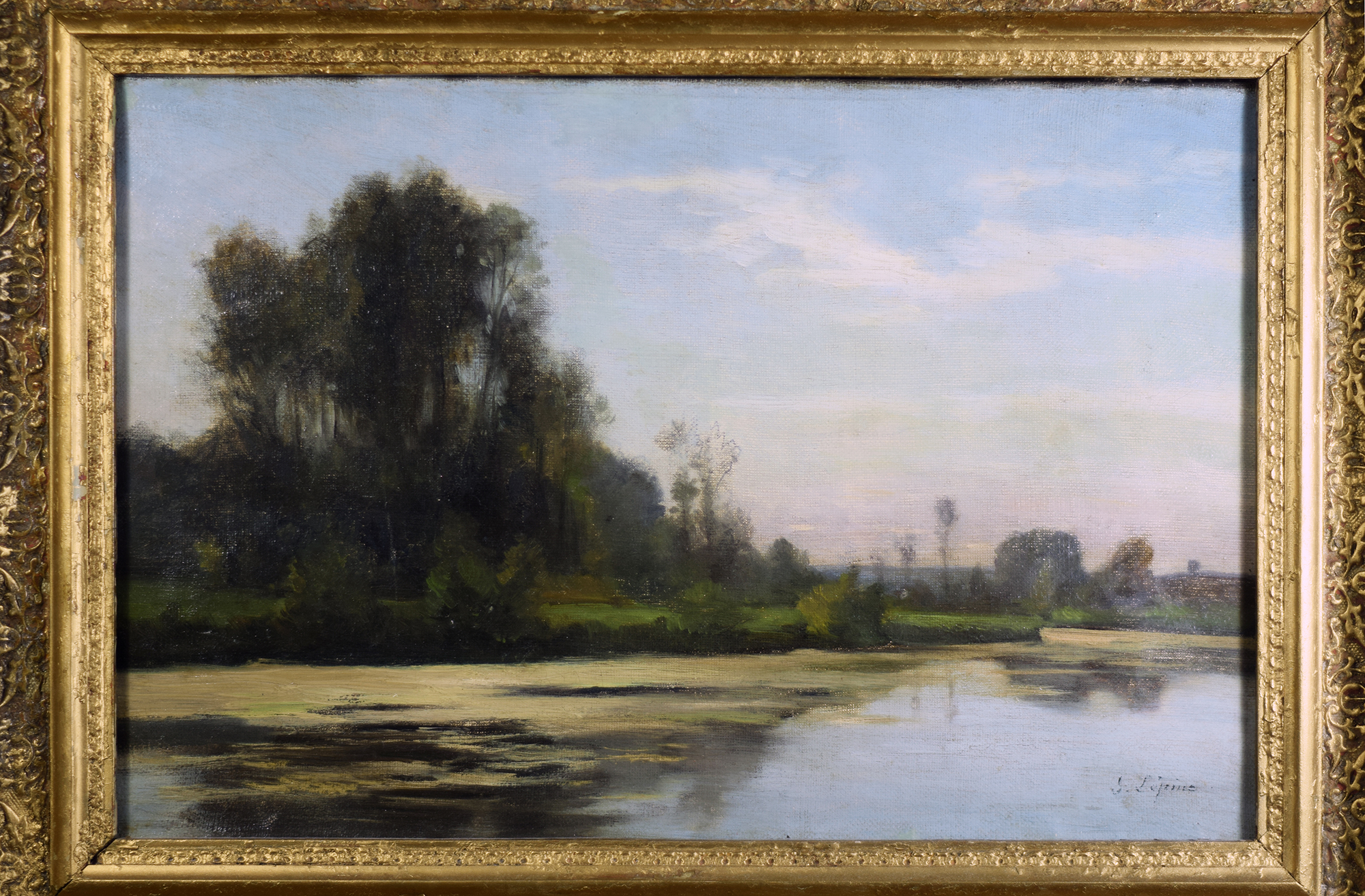
Seina v Poissy, Paříž, soukr. sbírka
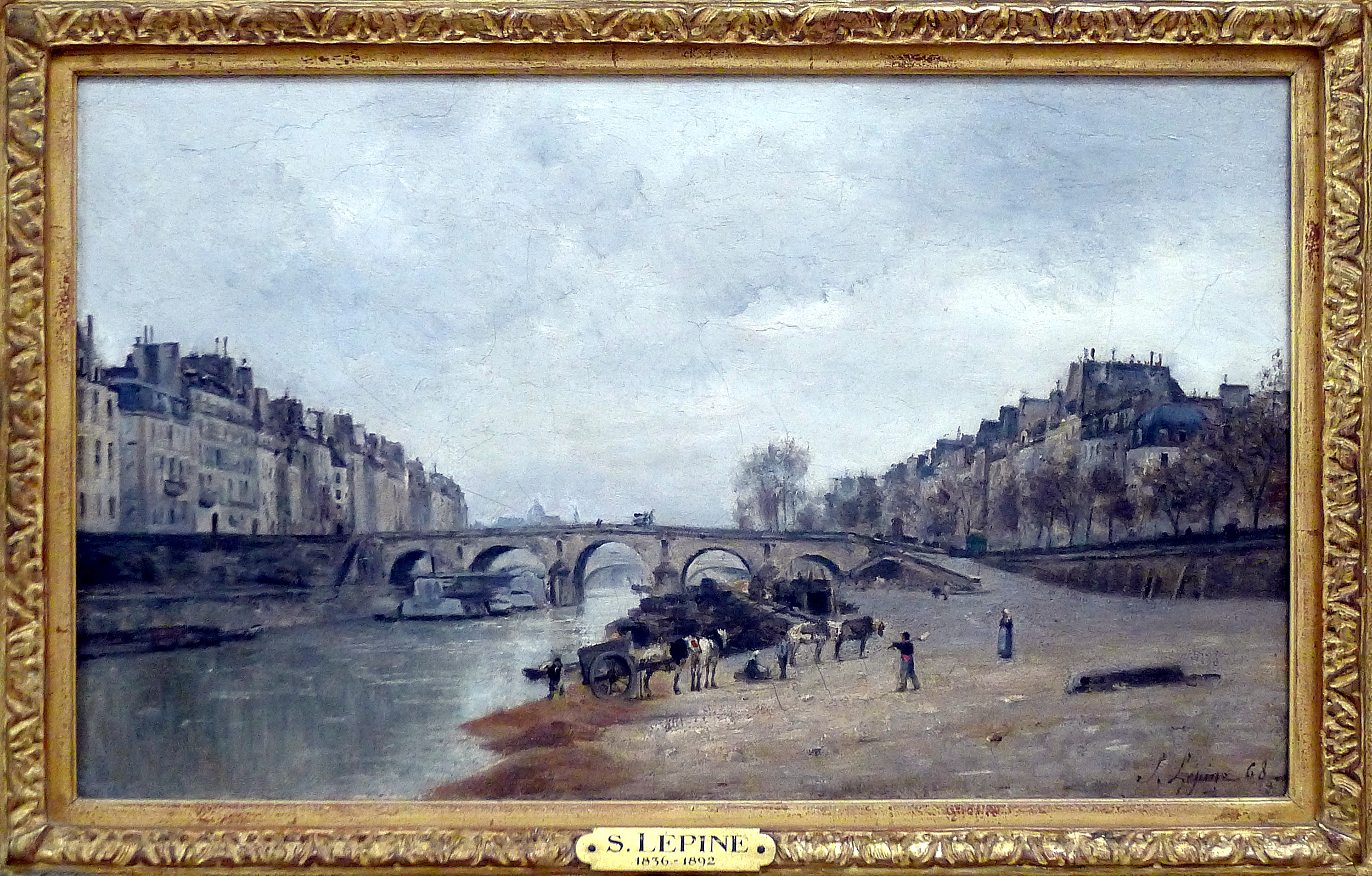
Doky na Seine, Pont Marie, (1868), Paříž, Muzeum Orsay
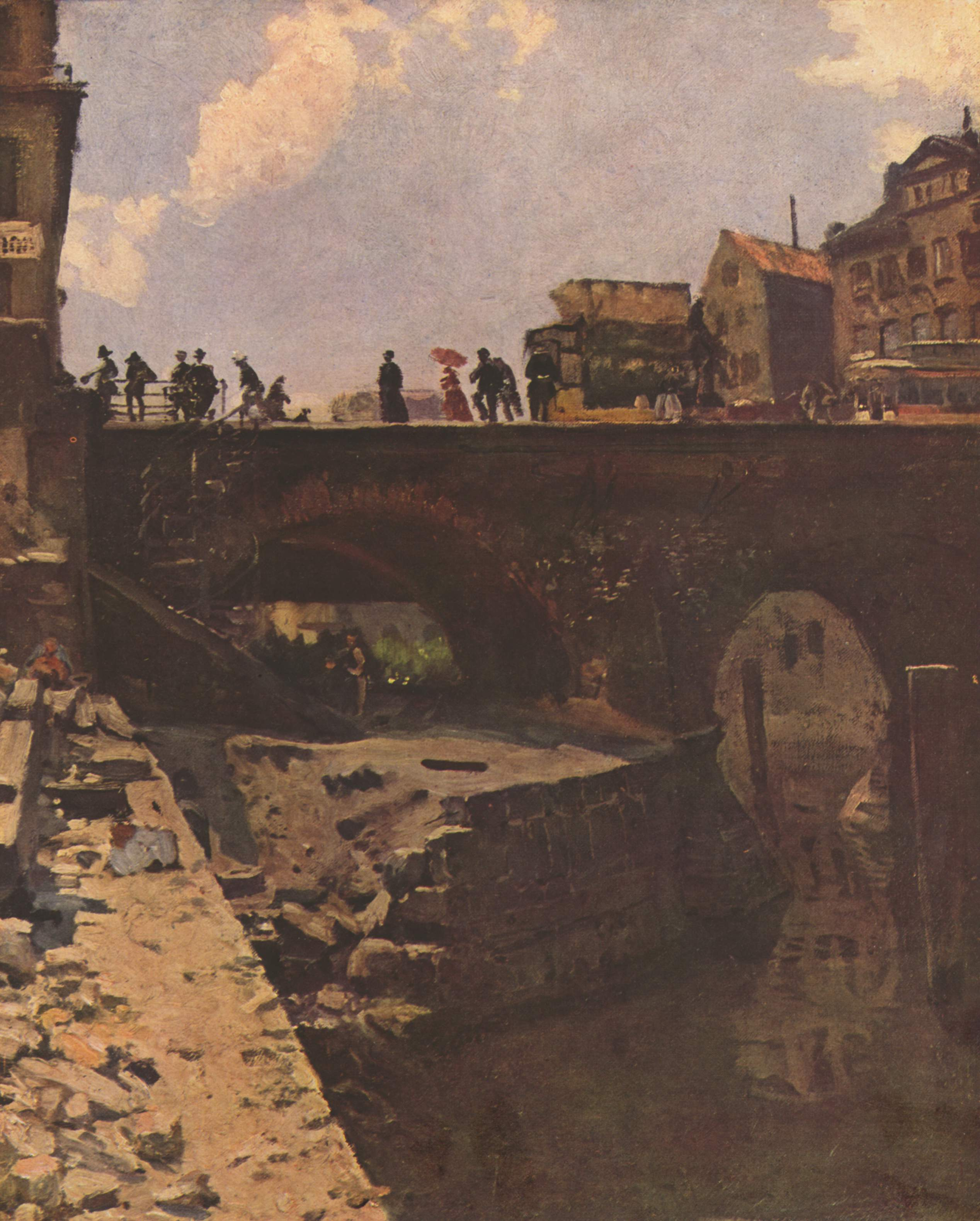
Francouzský most, (1870), Vídeň, Rakouská Galerie Belvedere
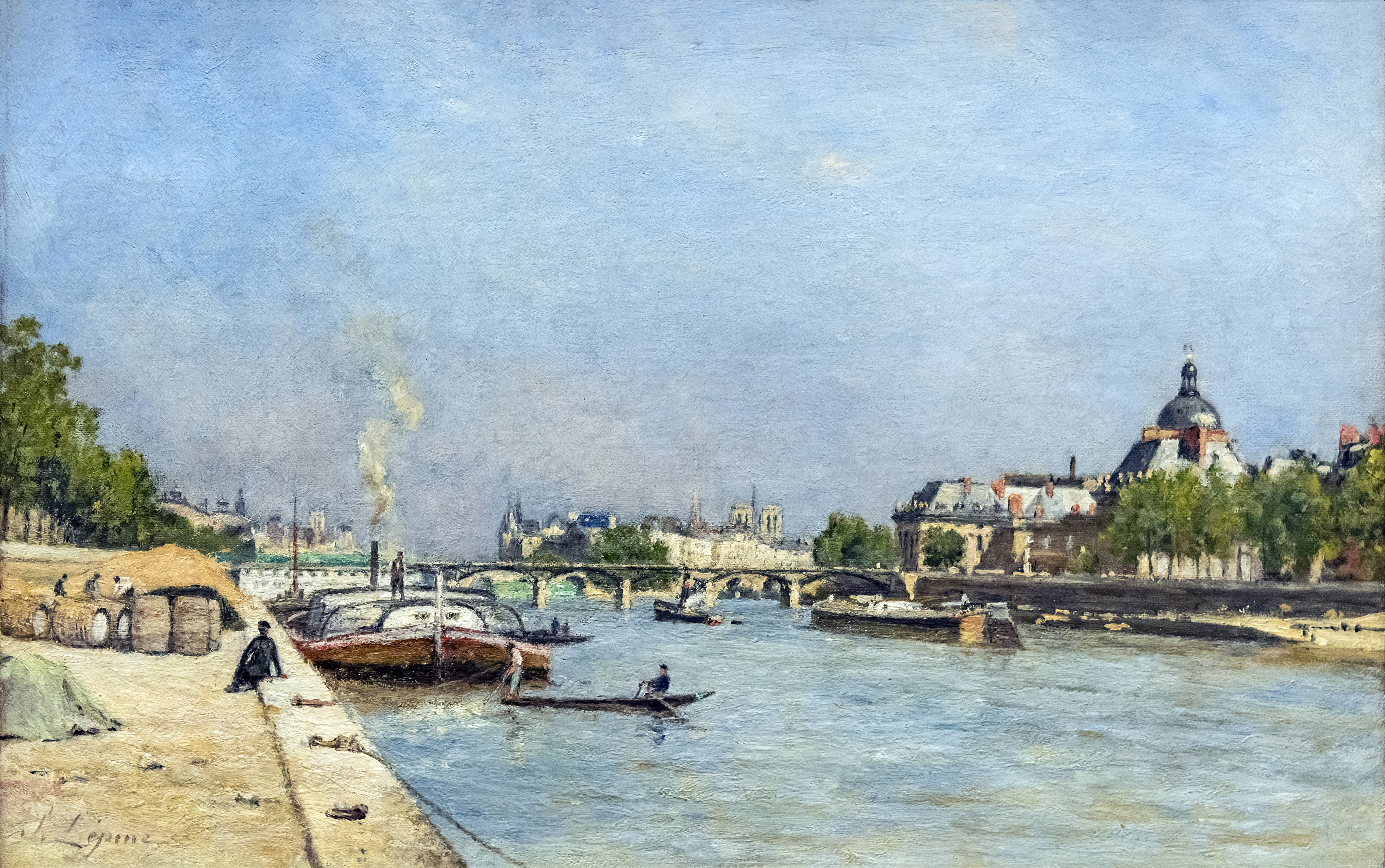
Paříž, most umělců, Fondation Bemberg Toulouse
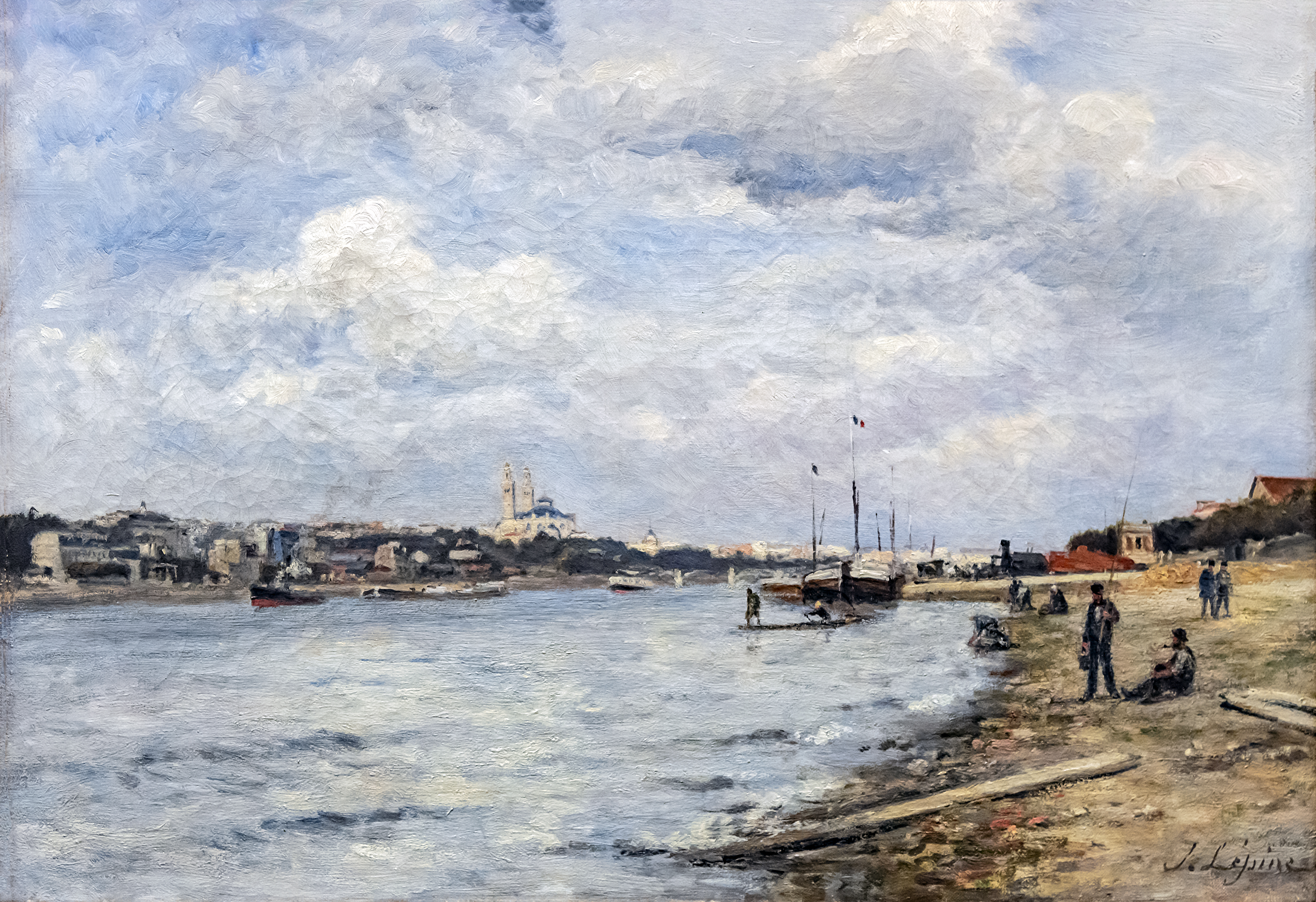
Pohled na Seinu a Trocadéro - most v Grenelle, Fondation Bemberg Toulouse